# Paspalum pygmaeum
Paspalum pygmaeum är en gräsart som beskrevs av Eduard Hackel. Paspalum pygmaeum ingår i släktet tvillinghirser, och familjen gräs. Inga underarter finns listade i Catalogue of Life.